# 습곡 및 충상단층대

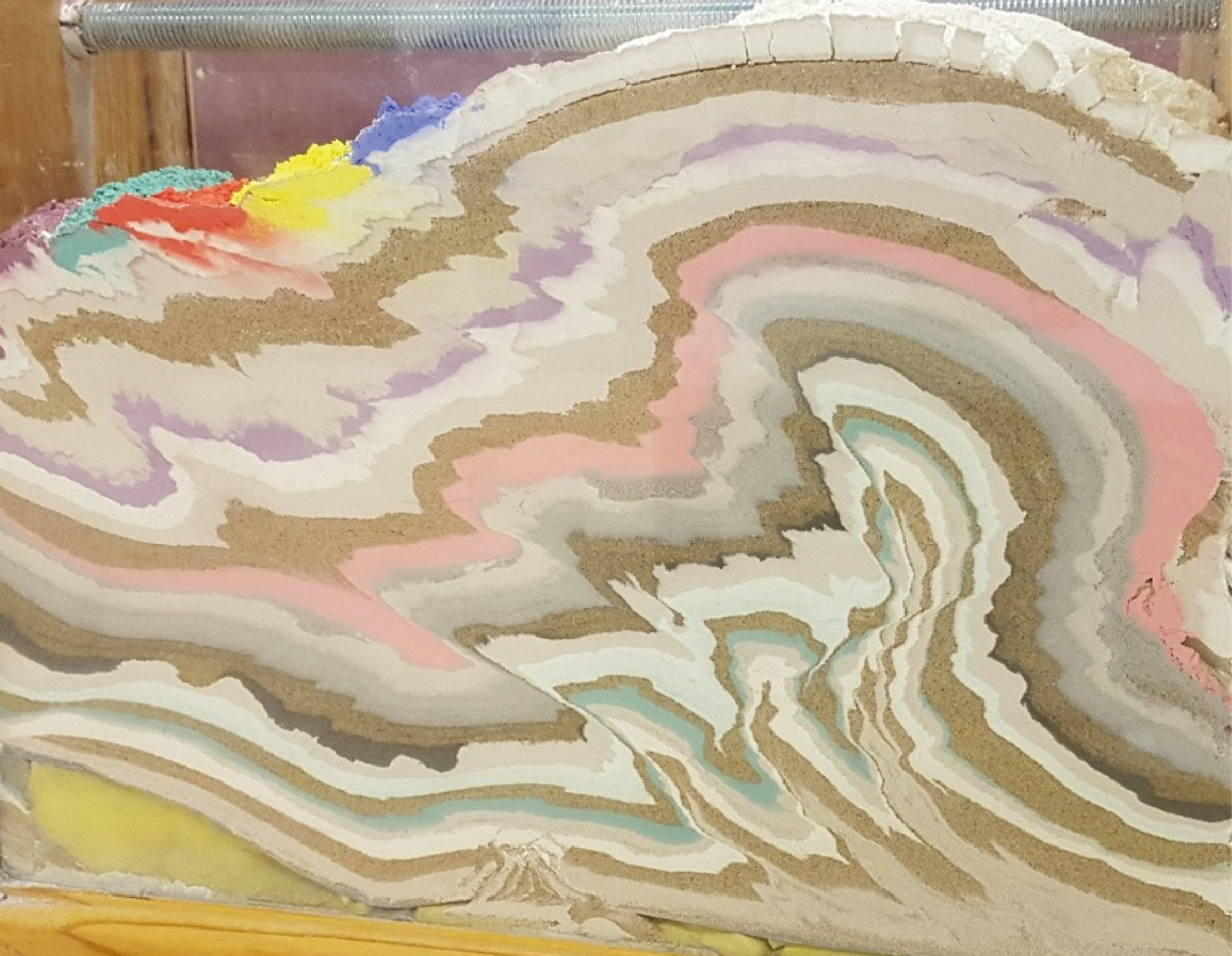
전형적인 습곡 및 충상단층대의 모습을 보여주는 모형도

습곡 및 충상단층대(Fold and thrust belt, FTB)는 수축하는 힘을 받는 지각으로 형성되는 조산대에 인접한 일련의 산악지대를 뜻한다. 습곡 및 충상단층대는 보통 지각의 변형이 바깥쪽으로 전파되면서 주요 조산대에 인접한 전면분지(Foreland basin)에서 형성된다. 습곡 및 충상단층대는 크게 습곡대와 충상단층대로 구성되며 보통 둘은 깊은 연관을 가지고 있다.

## 지질
습곡 및 충상단층대는 주요 충상단층에서 분리된, 평행한 일련의 여러 충상단층 모음으로 구성된다. 습곡 및 충상단층대에서 전체적인 압축량이 증가하면 이 대는 앞쪽으로 점점 퍼져나간다. 단층대 앞에서 새로운 충상단층이 형성되면 이미 만들어진 오래된 충상단층대를 접어버린다. 이렇게 순차적으로 충상단층대가 앞으로 퍼지면서 만들어 나가는 것이 가장 일반적인 형성 과정이다.